# Symfonie nr. 33 (Mozart)
Symfonie nr. 33 in Bes majeur, KV 319, is een symfonie van Wolfgang Amadeus Mozart. Hij schreef het stuk in 1779.

## Orkestratie
De symfonie is geschreven voor:
- Twee hobo's.
- Twee hoorns.
- Twee fagotten.
- Strijkers.

## Delen
De symfonie bestaat vier delen:
- I Allegro assai.
- II Andante moderato.
- III Menuetto.
- IV Allegro assai.